# Ombytta roller (film, 1920)
Ombytta roller är en 29 minuter lång svensk stumfilm från 1920 i regi av Pauline Brunius.

## Om filmen
Filmen premiärvisades 8 november 1920 på biograf Sture i Stockholm. Den filmades av Carl Gustaf Florin.
Statens Biografbyrå beskrev handlingen i sin censurbeskrivning så här:
| ”                                                          | Skilsmässoadvokaten Vinner åtager sig att sköta huset, hans fru att sköta advokatbyrån. Bäda misslyckas och äro glada när rollbytet tar slut. | „ |
| – Statens Biografbyrå, Ombytta roller i Svensk filmdatabas | |   |

## Roller[1]
- Olof Winnerstrand – Herr Vinner
- Frida Winnerstrand – Fru Vinner
- Palle Brunius – Putte
- Eyvor Lindberg – Lillan
- Gösta Hillberg – anställd på advokatkontoret
- Vilhelm Bryde – klient på advokatkontoret